# بانیکورا، بنین
بانیکورا (به فرانسوی: Banikoara) شهری در استان آلیبوری واقع در کشور بنین است که در سال ۱۹۹۲ میلادی ۱۵٬۷۵۳ نفر جمعیت داشته و جمعیت آن در سال ۲۰۰۵ میلادی به ۲۲٬۴۸۷ نفر رسیده‌است.